# Vida Torres
Vida Torres (Bogotá, 22 de mayo de 1992) es una actriz colombiana.

## Biografía
Empezó a estudiar actuación en la Casa del Teatro Nacional, allí inició su formación en actuación, voz y cuerpo, ha estudiado ballet y jazz en La Compañía de Danza Colombiana; también, estudió Comunicación Social y Periodismo en la Universidad Central (Colombia). Vida ha trabajado en diferentes producciones para televisión como “Tres milagros” de Teleset para Canal RCN, “Popland” de MTV, “El corazón del océano” miniserie de época de Dynamo para Antena 3 de España; “Amo de casa” de Canal RCN y la serie web “Susana y Elvira” entre otras. Actualmente es Blancanieves en el Teatro de Cristóbal Colón

## Filmografía

### Actuación
- 2016 - Tu voz estéreo
- 2015 - Yo soy Franky - Ariana
- 2015 - Anthropos
- 2013 - Impares
- 2013 - Jet 7 - Vida
- 2013 - Susana y Elvira - Maca
- 2013 - Así nos robaron los sueños
- 2013 - Amo de casa - María "Mary Black/Estrellita/Celeste" Jiménez
- 2012 - Historias clasificadas
- 2012 - El corazón del océano - Pola
- 2011 - Popland! - Sofi
- 2011 - Tres Milagros - Cinthya
- 2009 - Padres e hijos
- 2006 - La hija del mariachi

## Teatro
- Blancanieves Teatro Colon (Bogotá) Dirigida por Leonardo Petro.